# Volo US Airways 1549
Il volo US Airways 1549 è stato un collegamento di linea della US Airways dall'aeroporto LaGuardia di New York a Charlotte e Seattle, negli Stati Uniti. Il 15 gennaio 2009, l'Airbus A320 che operava il volo subì un bird strike poco dopo il decollo dal LaGuardia, perdendo potenza ad entrambi i motori. Data la posizione rispetto agli aeroporti disponibili e la bassa quota, i piloti Chesley "Sully" Sullenberger e Jeffrey Skiles decisero di far planare l'aereo fino all'ammaraggio sul fiume Hudson, nei pressi di Midtown Manhattan. Tutte le 155 persone a bordo furono salvate da imbarcazioni vicine, senza vittime e con pochi feriti gravi. Il tempo trascorso dall'impatto con gli uccelli all'ammaraggio è stato di 208 secondi (3 minuti e 28 secondi)
L'incidente divenne rapidamente noto come "il miracolo sull'Hudson" e un funzionario del National Transportation Safety Board lo descrisse come "l'ammaraggio meglio riuscito nella storia dell'aviazione". Le simulazioni di volo mostrarono che l'aereo avrebbe potuto tornare a LaGuardia, se avesse virato verso l'aeroporto subito dopo l'impatto con lo stormo di uccelli. Tuttavia, il Board ritenne irrealistico questo scenario in quanto non teneva conto delle considerazioni del mondo reale e affermò che l'ammaraggio forniva la più alta probabilità di sopravvivenza, date le circostanze.
I piloti e gli assistenti di volo vennero insigniti della Medaglia del Maestro della Corporazione dei Piloti e dei Navigatori dell'Aria in riconoscimento della loro "eroica e unica impresa aeronautica".

## L'aereo

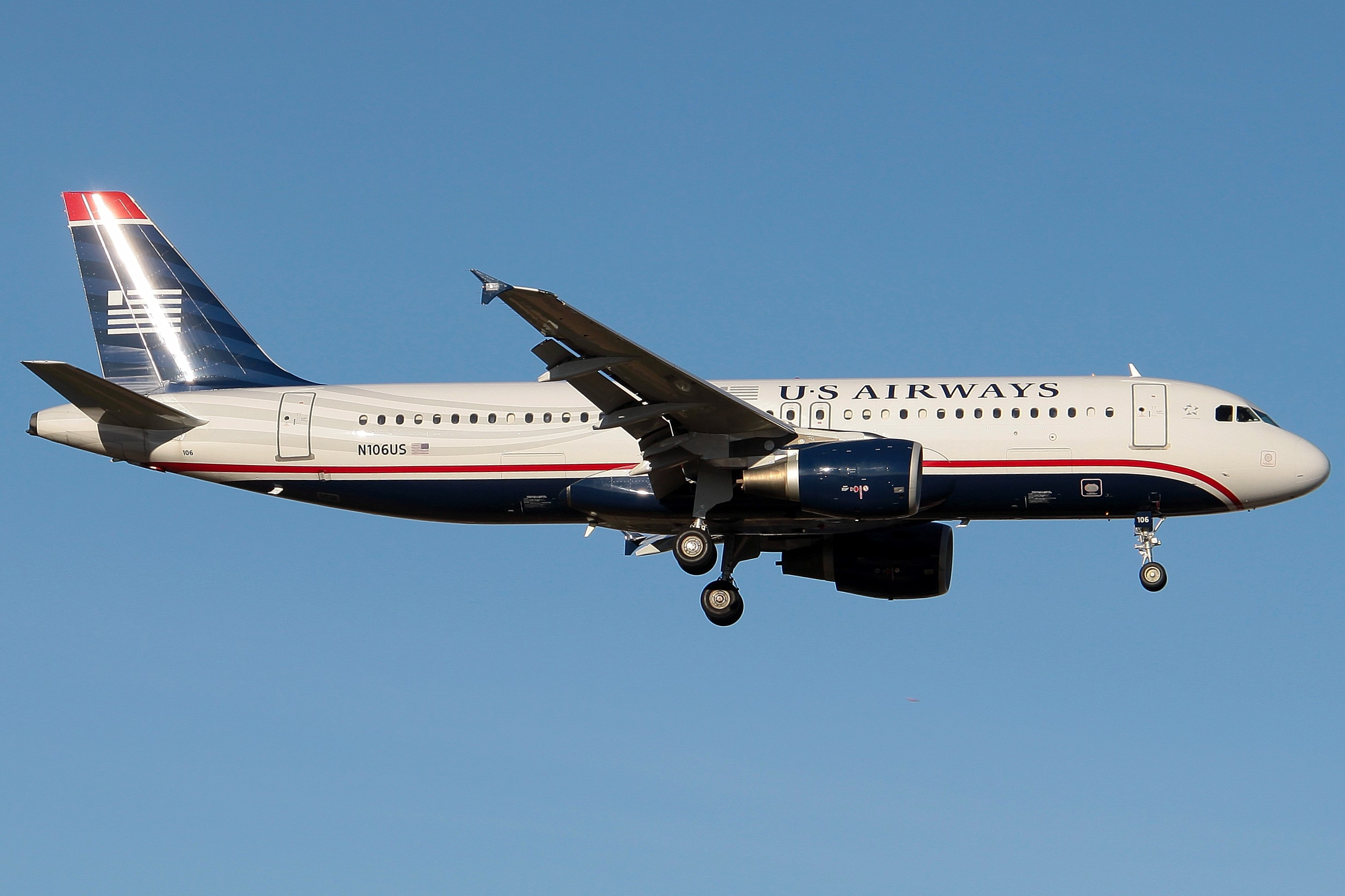
L'aereo coinvolto, fotografato l'anno precedente.

L'aeromobile, un Airbus A320-214, marche N106US, dotato di due motori turboventola CFM International CFM56, tra i più popolari e tecnologici modelli di jet di linea al mondo, era stato assemblato all'aeroporto di Tolosa Blagnac in Francia nel giugno 1999. L'aereo era stato consegnato alla compagnia il 2 agosto 1999 ed era stato registrato presso Wells Fargo Bank Northwest, NA.
Secondo la documentazione certificata dalla FAA e rilasciata l'indomani dell'incidente dalla US Airways, l'apparecchio aveva compiuto 16299 cicli di volo per un totale di 25241,08 ore di volo. Complessivamente i due motori avevano operato per 19182 ore quello di sinistra e 26466 ore quello di destra. L'ultima revisione era stata effettuata il 6 dicembre 2008 e la revisione annuale era invece stata effettuata il 19 aprile 2008, con esito positivo.
L'apparecchio era inoltre dotato di sistemi Fly-by-wire, capaci di assistere il pilota nelle manovre e concepiti per agevolare le operazioni necessarie per riavviare i motori in caso di avaria. Fonte primaria per la corrente elettrica necessaria al corretto funzionamento dell'aeromobile erano sempre i due motori turboventola, anche se l'apparecchio era provvisto di un generatore di corrente ausiliario (APU), in grado di produrre corrente attraverso una turbina di ridotte dimensioni. L'aeromobile era anche provvisto di una ram air turbine (RAT), un'elica che esce automaticamente dalla fusoliera e fornisce la corrente elettrica necessaria al funzionamento dei sistemi primari in caso di impossibilità di utilizzo sia dei motori che dell'APU.
Per prevenire, in caso di ammaraggio, il possibile allagamento degli scompartimenti bagagli e delle sezioni inferiori della fusoliera, l'apparecchio è dotato di un sistema di chiusura di tutte le valvole e aperture situate al di sotto della linea di galleggiamento. Nonostante questo accorgimento, al momento dell'ammaraggio il meccanismo di chiusura stagna non fu attivato, in quanto pilota e copilota ritennero che l'impatto con l'acqua avrebbe comunque aperto delle falle nella fusoliera dell'aeromobile.

## Contesto
Il volo 1549 era un collegamento interno, diretto dall'aeroporto LaGuardia di New York all'aeroporto Internazionale di Seattle-Tacoma, nello Stato di Washington, con uno scalo previsto presso l'aeroporto Internazionale di Charlotte-Douglas, in Carolina del Nord. L'aereo decollò come previsto dall'aeroporto LaGuardia alle ore 15:24:56 (ora locale) del 15 gennaio. Il pilota riferì alla torre di controllo di avere raggiunto quota 700 piedi (210 m) alle ore 15:25:51. Complessivamente a bordo si trovavano 150 passeggeri e 5 membri dell'equipaggio inclusi il comandante e il primo ufficiale, per un totale di 155 persone. Il comandante era il pilota Chesley "Sully" Sullenberger, 57 anni, aviatore di grande esperienza, già pilota della United States Air Force fino al 1980 e appassionato pilota di alianti. Il primo ufficiale era invece Jeffrey B. Skiles, 49 anni. Skiles, a differenza del collega Sullenberger, era alle sue prime esperienze a bordo degli A320, dal momento che aveva ricevuto solo poco tempo prima l'abilitazione a pilotare questi apparecchi. Le assistenti di volo erano Donna Dent, Doreen Welsh e Sheila Dail.

## Ľincidente

### Decollo e bird strike
Ai comandi del volo 1549 al momento del decollo dall'aeroporto LaGuardia di New York si trovava il copilota Skiles, che fu anche il primo a notare lo stormo di uccelli (oche canadesi) a quota 3 200 piedi (980 m) dirigersi verso l'apparecchio due minuti dopo che quest'ultimo era decollato. La collisione con lo stormo avvenne alle ore 15:27:11, quando comandante e primo ufficiale riferirono di avere sentito alcune forti scosse nella sezione frontale dell'aereo. In seguito all'impatto con lo stormo, entrambi i motori dell'apparecchio furono investiti dalle carcasse di diversi volatili e persero rapidamente potenza. Il comandante Sullenberger prese immediatamente i comandi dell'apparecchio, mentre il copilota Skiles avviò la procedura di emergenza per riavviare i motori, che nel frattempo si erano spenti.

Percorso di volo dopo il decollo

Alle 15:27:36, utilizzando l'indicativo di chiamata "Cactus 1549", il pilota comunicò al controllo del traffico aereo di New York di aver subito uno scontro con uno stormo di uccelli, di aver perso entrambi i motori e di voler eseguire un atterraggio di emergenza. A rispondere alla chiamata del pilota fu il controllore di volo Patrick Harten, che istruì immediatamente il pilota sulla rotta da seguire per atterrare all'aeroporto LaGuardia, da cui era decollato, dando le istruzioni per raggiungere la pista di atterraggio numero 13, e informò allo stesso tempo il personale a terra di prepararsi ad accogliere un apparecchio in difficoltà.
Nonostante l'intenzione iniziale di tentare un atterraggio d'emergenza presso l'aeroporto di partenza, Sullenberger si rese conto ben presto che un tentativo di ritornare a LaGuardia sarebbe fallito, in quanto il vento soffiava in direzione contraria. La torre di controllo gli suggerì allora di andare in New Jersey ed atterrare presso l'aeroporto di Teterboro, situato a breve distanza, operazione nella quale avrebbero avuto il vento a favore. Immediatamente il controllore di volo contattò quindi il l'aeroporto di Teterboro informando la torre che il volo 1549 richiedeva il permesso di effettuare un atterraggio d'emergenza. Il comandante Sullenberger si rese però conto che anche questa destinazione si trovava a una distanza comunque eccessiva e che, considerata la velocità con cui il velivolo perdeva quota, molto probabilmente sarebbe stato impossibile arrivarci. Impossibilitato a raggiungere un qualsiasi aeroporto, Sullenberger decise che l'unica possibilità rimasta per evitare di schiantarsi era quella di effettuare un ammaraggio sul fiume Hudson. A questo punto, il controllo del traffico aereo riferì di aver localizzato il volo 1549 a soli 900 piedi (270 m) di quota dirigersi in direzione del ponte George Washington e allertò la polizia portuale di New York di tenersi pronta a soccorrere i superstiti.

### Ammaraggio ed evacuazione
Circa 90 secondi dopo, alle 15:31, l'aereo ammarò sull'Hudson, scendendo verso sud a circa 125 nodi (232 km/h) nel mezzo della sezione del North River dell'estuario del fiume, a 40.769444°N 74.004444°W sul lato newyorkese della linea di stato, all'incirca di fronte alla West 50th Street (vicino all'Intrepid Museum) a Midtown Manhattan e a Port Imperial a Weehawken, New Jersey. Gli assistenti di volo paragonarono l'ammaraggio a un "atterraggio duro" con "un impatto, nessun rimbalzo, poi una "decelerazione graduale". Il velivolo, pur non avendo riscontrato gravi danni alla fusoliera, iniziò subito ad imbarcare acqua, mentre il riflusso della marea iniziava a spostarlo verso sud.
Sullenberger aprì la porta della cabina di pilotaggio e diede l'ordine di evacuazione. L'equipaggio iniziò a evacuare i passeggeri attraverso le quattro uscite dei finestrini dell'ala superiore e in uno scivolo/zattera gonfiabile dispiegato dalla porta anteriore destra (lo scivolo anteriore sinistro non funzionava, quindi fu tirata la maniglia di gonfiaggio manuale). L'evacuazione venne resa più difficile dal fatto che qualcuno aveva aperto la porta posteriore sinistra, consentendo l'ingresso di altra acqua nell'aereo; è controverso se si sia trattato di un assistente di volo o di un passeggero. L'acqua entrava anche da un buco nella fusoliera e dalle porte di carico che si erano aperte; così, mentre l'acqua saliva, l'assistente di volo esortò i passeggeri a spostarsi in avanti scavalcando i sedili. Un passeggero era sulla sedia a rotelle. Quando tutti i passeggeri ebbero lasciato la cabina, Sullenberger la percorse due volte per confermare che fosse vuota e fu l'ultimo ad abbandonare il velivolo.
Le temperature dell'aria e dell'acqua erano rispettivamente di circa -7 °C e 5 °C. Alcuni evacuati attesero i soccorsi immersi nell'acqua fino alle ginocchia sugli scivoli parzialmente sommersi, alcuni indossando giubbotti di salvataggio. Altri erano rimasti in piedi sulle ali o, temendo un'esplosione, si erano allontanati a nuoto dall'aereo. Un passeggero, dopo aver contribuito all'evacuazione, aveva trovato l'ala così affollata che si era buttato nel fiume e aveva raggiunto a nuoto una barca.

### I soccorsi

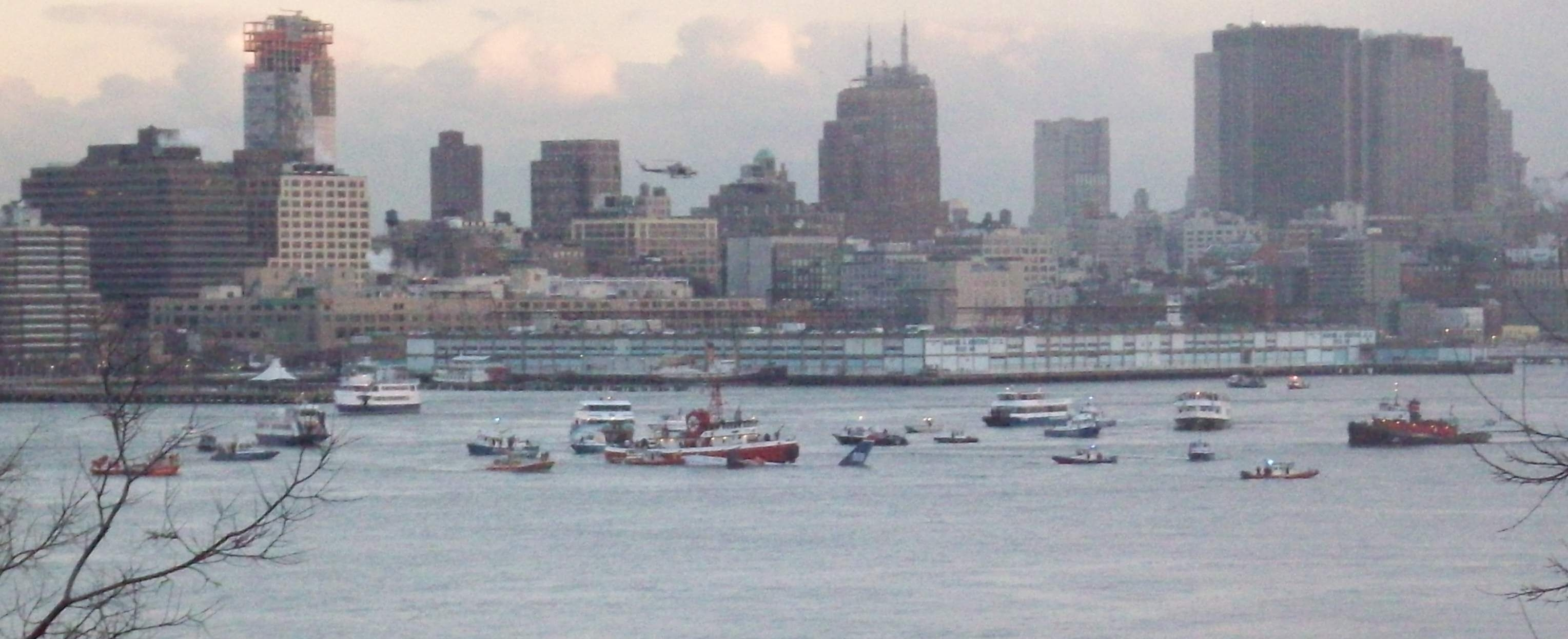
Le barche attorno all'aereo, qui quasi completamente sommerso.

Due traghetti della NY Waterway arrivarono nel giro di pochi minuti e iniziarono a portare a bordo le persone; anche numerose altre imbarcazioni, tra cui quelle della Guardia Costiera degli Stati Uniti, arrivarono rapidamente sul posto. Sullenberger consigliò agli equipaggi dei traghetti di salvare per primi coloro che si trovavano sulle ali, in quanto erano più in pericolo rispetto a coloro che si trovavano sugli scivoli, che si erano staccati ed erano diventati come zattere di salvataggio. L'ultima persona venne recuperata alle 15:55.
Circa 140 vigili del fuoco di New York intervennero alle banchine vicine, così come la polizia, gli elicotteri e varie imbarcazioni e sommozzatori. Altre agenzie fornirono assistenza medica sul lato del fiume a Weehawken, dove era stata portata la maggior parte dei passeggeri.

## Conseguenze
Tra gli occupanti dell'aereo, 95 riportarono ferite lievi e 5 gravi, tra cui una profonda lacerazione alla gamba di uno degli assistenti di volo. 78 persone ricevettero cure mediche, per lo più per ferite lievi e ipotermia; 24 passeggeri e due soccorritori vennero curati in ospedale; due passeggeri furono trattenuti per la notte. Un passeggero dovette ricorrere all'uso di occhiali da vista per i danni agli occhi causati dal carburante del jet. Sul volo non erano presenti animali domestici.
In seguito, ogni passeggero ricevette una lettera di scuse, un risarcimento di 5.000 dollari per il bagaglio perso (e di altri 5.000 dollari se avessero dimostrato di aver subito perdite maggiori) e il rimborso del prezzo del biglietto. Nel maggio 2009 ricevettero gli effetti personali recuperati. I passeggeri riferirono anche di aver ricevuto offerte di 10.000 dollari ciascuno in cambio del consenso a non fare causa a US Airways.
Molti passeggeri e soccorritori in seguito accusarono sintomi di stress post traumatico come insonnia, flashback e attacchi di panico; alcuni crearono un gruppo di supporto via e-mail. Patrick Harten, il controllore che aveva lavorato sul volo, dichiarò che la parte più difficile e traumatica dell'intero evento era stata dopo la fine, venendo attanagliato da crudi momenti di shock e dolore.
Alcuni mesi dopo l'incidente, al comandante Sullenberger, intervistato dalla rivista AARP, fu chiesto come fosse riuscito a eseguire un atterraggio in acqua quasi perfetto. Egli rispose: “Un modo di vedere la cosa potrebbe essere che per 42 anni ho fatto piccoli depositi regolari in questa banca di esperienza, istruzione e formazione. E il 15 gennaio il saldo è stato sufficiente per consentirmi di effettuare un prelievo molto consistente”.
Nel tentativo di prevenire incidenti simili in futuro, a metà 2009 i funzionari catturarono e sterminarono 1 235 oche canadesi in 17 località della città di New York e ricoprirono 1 739 uova d'oca con olio per soffocare i piccoli che si stavano sviluppando. Al 2017, 70 000 uccelli erano stati uccisi intenzionalmente a New York come conseguenza indiretta dell'incidente del volo 1549.
L'N106US, l'aereo dell'incidente, venne acquistato dal Carolinas Aviation Museum (da allora ribattezzato Sullenberger Aviation Museum) di Charlotte, nella Carolina del Nord, dove è stato messo in mostra (insieme ai motori dell'aereo).

## Le indagini

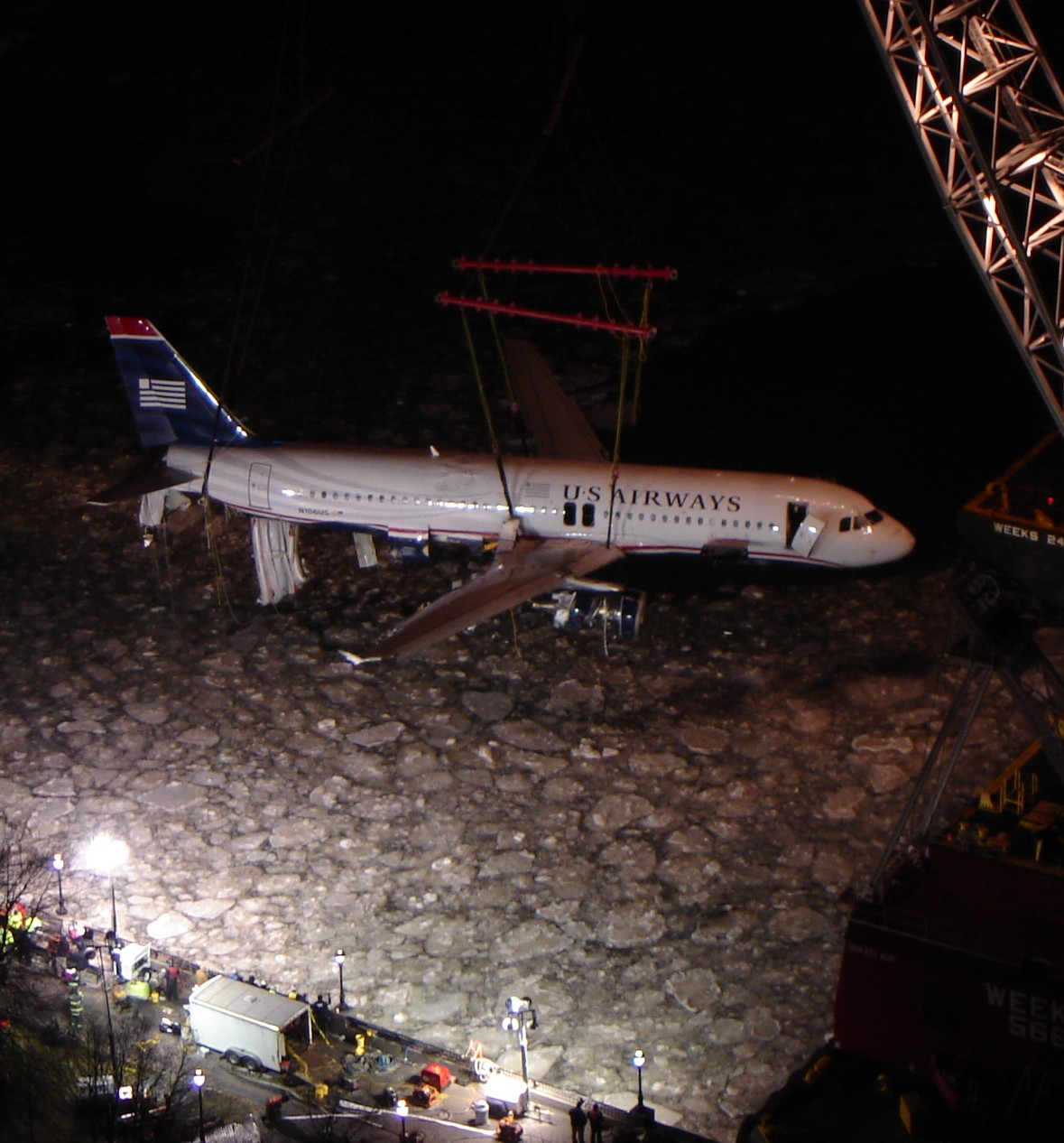
L'aereo venne recuperato dal fiume la notte del 17 gennaio.

L'aereo, parzialmente sommerso, venne rimorchiato a valle e ormeggiato a un molo vicino al World Financial Center di Lower Manhattan, a circa 6 km dal luogo dell'ammaraggio. Il 17 gennaio, l'aereo venne trasportato con una chiatta nel New Jersey. Il motore sinistro, staccatosi dall'aereo a causa dell'ammaraggio, venne recuperato dal letto del fiume il 23 gennaio.
La valutazione iniziale del National Transportation Safety Board (NTSB), secondo cui l'aereo aveva perso la spinta in seguito a un impatto con un uccello, era stata confermata dall'analisi dei registratori vocale e di dati della cabina di pilotaggio.
Nel corso dell'inchiesta emerse che, due giorni prima dell'incidente, l'aereo aveva subito uno stallo del compressore al motore destro, ma il propulsore si era poi riavviato e il volo era stato completato. La causa era stata individuata in un sensore di temperatura difettoso, che era stato sostituito, e l'ispezione aveva anche verificato che il motore non era stato danneggiato in quell'incidente.
Il 21 gennaio, l'NTSB trovò prove di danni da impatto con un corpo molle nel motore destro, insieme a detriti organici tra cui una piuma. Anche il motore sinistro presentava danni da impatto con un corpo molle, con "ammaccature sia sulle eliche che sulla parte di ingresso della cappottatura del motore. Cinque alette di guida dell'ingresso erano fratturate e otto dell'uscita erano mancanti". Entrambi i motori, mancanti di ampie porzioni, vennero inviati al costruttore per essere esaminati. Il 31 gennaio, l'aereo venne trasferito a Kearny, nel New Jersey. I resti dei volatili furono successivamente identificati dal test del DNA come oche canadesi, che di solito pesano più di quanto i motori siano progettati per ingerire.
Poiché l'aereo era stato assemblato in Francia, l'Agenzia europea per la sicurezza aerea (EASA; la controparte europea della FAA) e il Bureau d'Enquêtes et d'Analyses pour la sécurité de l'aviation civile (BEA; la controparte francese dell'NTSB) si unirono alle indagini, con l'assistenza tecnica di Airbus e GE Aviation/Snecma, rispettivamente produttori della cellula e dei motori.
L'NTSB utilizzò dei simulatori di volo per verificare la possibilità che il volo potesse rientrare in sicurezza a LaGuardia o deviare su Teterboro; solo 7 dei 13 rientri simulati verso La Guardia e solo uno dei due simulati su Teterboro andarono a buon fine. Inoltre, il rapporto dell'NTSB definì queste simulazioni non realistiche: "La virata immediata effettuata dai piloti durante le simulazioni non rifletteva né teneva conto di considerazioni reali, come il tempo necessario per riconoscere l'impatto con gli uccelli e decidere una linea d'azione". In un'ulteriore simulazione, in cui era stato inserito un ritardo di 35 secondi per tenerne conto, l'aereo era precipitato. Nella testimonianza davanti all'NTSB, Sullenberger sostenne che non c'era stato il tempo di portare l'aereo in un aeroporto e che tentare di farlo avrebbe probabilmente ucciso le persone a bordo e altre a terra. La commissione stabilì infine che Sullenberger aveva preso la decisione corretta, sostenendo che la lista di controllo per l'avaria del bimotore era progettata per altitudini più elevate, quando i piloti avevano più tempo per affrontare la situazione, e che mentre le simulazioni mostravano che l'aereo avrebbe potuto a malapena tornare a LaGuardia, quegli scenari presupponevano una decisione istantanea, senza tempo per valutare la situazione.
Il 4 maggio 2010, l'NTSB pubblicò il rapporto finale, che identificava la probabile causa come "l'ingestione di grossi uccelli in ciascun motore, che aveva provocato una perdita quasi totale di spinta in entrambi i motori". Il rapporto finale attribuì l'esito a quattro fattori:
- il buon processo decisionale e il lavoro di squadra dell'equipaggio della cabina di pilotaggio (comprese le decisioni di attivare immediatamente l'APU e di ammarare nell'Hudson);
- il fatto che l'A320 sia certificato per l'operatività prolungata in mare (e che quindi avesse a bordo giubbotti di salvataggio e zattere/scivoli supplementari) anche se non richiesto per quella rotta;
- le prestazioni dell'equipaggio di volo durante l'evacuazione;
- la vicinanza di navi da lavoro al luogo dell'ammaraggio.

I fattori che contribuirono furono:
- la buona visibilità;
- i rapidi tempi di risposta degli operatori del traghetto e dei soccorritori.

Nel rapporto vennero formulate 34 raccomandazioni, tra cui:
- la verifica della resistenza dei motori ai bird strike a bassa velocità;
- lo sviluppo di liste di controllo per i guasti ai bimotori a bassa quota;
- modifiche alla progettazione delle liste di controllo in generale "per ridurre al minimo il rischio che i membri dell'equipaggio di volo rimangano bloccati in una lista di controllo o in una parte di essa non appropriata";
- il miglioramento dell'addestramento dei piloti per gli atterraggi in acqua;
- la fornitura di giubbotti di salvataggio su tutti i voli, indipendentemente dalla rotta, e modifiche alla collocazione dei giubbotti e di altre attrezzature di emergenza;
- la ricerca di una migliore gestione della fauna selvatica e di innovazioni tecniche sugli aeromobili per ridurre gli impatti con volatili;
- la ricerca di possibili cambiamenti nella "brace position";
- la ricerca su "metodi per superare la disattenzione dei passeggeri" durante i briefing di sicurezza pre-volo.

L'autore e pilota William Langewiesche affermò che non era stato dato sufficiente credito al progetto fly-by-wire dell'A320, in base al quale il pilota utilizzava uno stick laterale per dare input di controllo ai computer di bordo. I computer impongono quindi regolazioni e limiti propri per mantenere l'aereo stabile, che il pilota non può annullare nemmeno in caso di emergenza. Questo design ha permesso ai piloti del volo 1549 di concentrarsi sul riavvio dei motori e sulla decisione della rotta, senza l'onere di regolare manualmente la traiettoria di volo per ridurre la velocità di discesa dell'aereo. Tuttavia, Sullenberger ha affermato che questi limiti imposti dal computer gli hanno anche impedito di raggiungere la flare ottimale per l'ammaraggio, che avrebbe attenuato l'impatto.

## Onorificenze

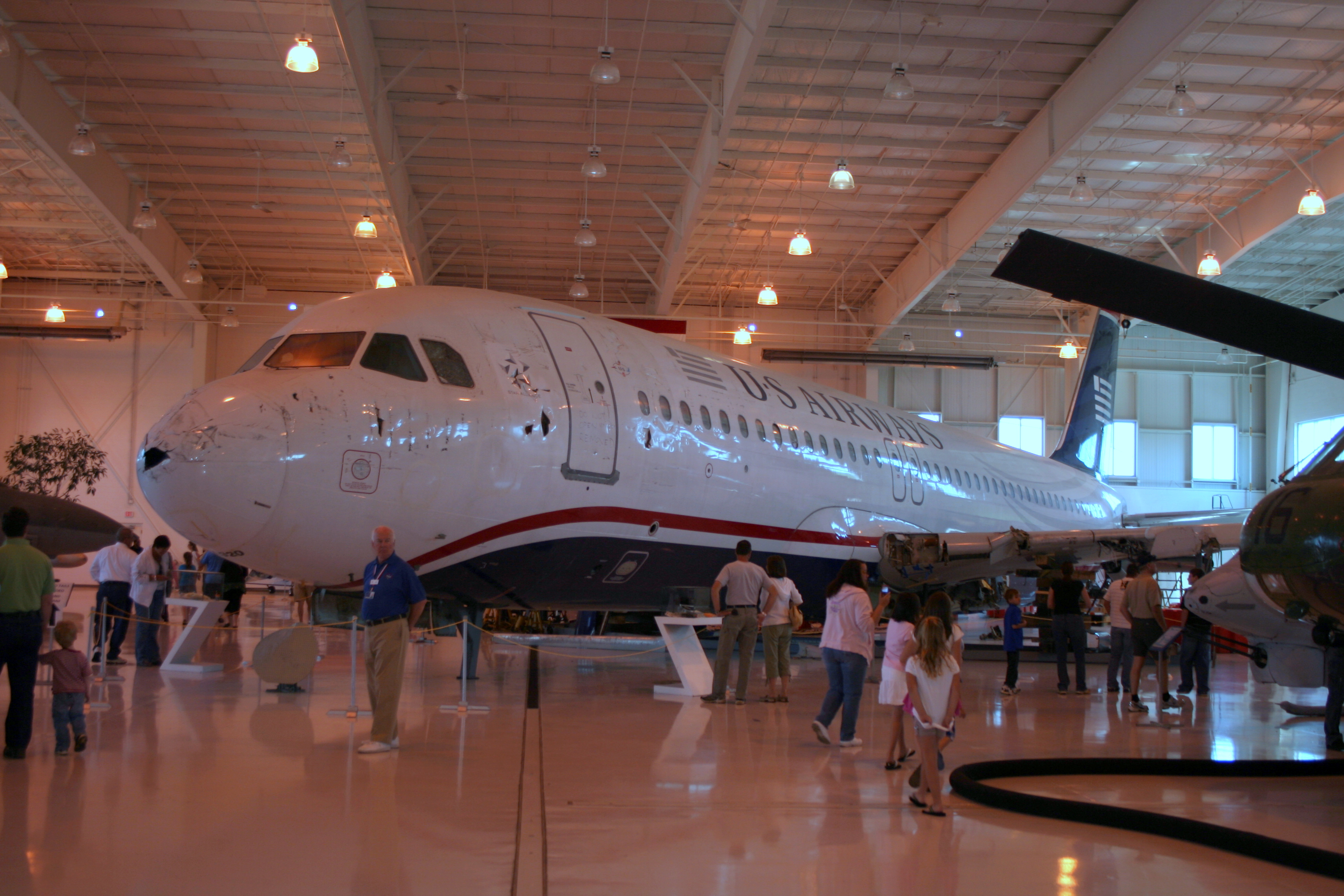
N106US in mostra al Sullenberger Aviation Museum.

Un membro della commissione NTSB ha definito l'ammaraggio "il meglio riuscito... nella storia dell'aviazione. Queste persone sapevano cosa dovevano fare e lo hanno fatto e, di conseguenza, non sono state perse vite umane". Il governatore dello Stato di New York David Paterson ha definito l'incidente "il miracolo sull'Hudson". Il presidente degli Stati Uniti George W. Bush si disse "ispirato dall'abilità e dall'eroismo dell'equipaggio di volo" ed elogiò i soccorritori e i volontari. Il presidente eletto Barack Obama dichiarò che tutti erano orgogliosi del "lavoro eroico e aggraziato di Sullenberger nell'atterraggio dell'aereo". Ringraziò l'equipaggio, che invitò al suo insediamento cinque giorni dopo.
Il 22 gennaio 2009, la Guild of Air Pilots and Air Navigators conferì all'equipaggio la Medaglia del Maestro, raramente conferita, per gli eccezionali risultati nel campo dell'aviazione. Il sindaco di New York Michael Bloomberg consegnò all'equipaggio le chiavi della Città e a Sullenberger una copia sostitutiva di un libro della biblioteca andato perso durante il volo, Just Culture di Sidney Dekker: Balancing Safety and Accountability. I soccorritori ricevettero un certificato d'onore.
L'equipaggio ricevette una standing ovation al Super Bowl XLIII il 1º febbraio 2009 e Sullenberger effettuò il primo lancio cerimoniale della stagione 2009 della Major League Baseball per i San Francisco Giants. Sulla sua maglia dei Giants vennero incisi il nome "Sully" e il numero 155, ovvero il numero di persone a bordo dell'aereo.
Il 28 luglio, i passeggeri Dave Sanderson e Barry Leonard organizzarono un pranzo di ringraziamento per i soccorritori della contea di Hudson, New Jersey, sulle rive del Palisades Medical Center di North Bergen, New Jersey, dove erano stati portati 57 passeggeri dopo il loro salvataggio. Erano presenti membri della Guardia Costiera statunitense, del North Hudson Regional Fire and Rescue, della NY Waterway Ferries, della Croce Rossa Americana, del Weehawken Volunteer First Aid, del Weehawken Police Department, del West New York E.M.S., del North Bergen E.M.S., dell'Hudson County Office of Emergency Management, della New Jersey E.M.S. Task Force, del Guttenberg Police Department, della McCabe Ambulance, dell'Harrison Police Department e dei medici e infermieri che avevano curato i sopravvissuti.
Sullenberger venne nominato Grand Marshal della Tournament of Roses Parade 2010 a Pasadena, California.
Nell'agosto 2010, l'editore di carte aeronautiche Jeppesen pubblicò una targa di avvicinamento umoristica intitolata "Hudson Miracle APCH", dedicata ai cinque membri dell'equipaggio del volo 1549 e annotata "Presentata con orgoglio e gratitudine dai vostri amici di Jeppesen".
Sullenberger andò in pensione il 3 marzo 2010, dopo trent'anni trascorsi con US Airways e il suo predecessore, Pacific Southwest Airlines. Al termine del suo ultimo volo si riunì con Skiles e alcuni passeggeri del volo 1549.
Nel 2013, l'intero equipaggio venne inserito nella International Air & Space Hall of Fame presso il San Diego Air & Space Museum.

## Nella cultura di massa
Il libro di memorie di Sullenberger del 2009, Highest Duty: My Search for What Really Matters, è stato adattato nel lungometraggio Sully, diretto da Clint Eastwood. Il film è interpretato da Tom Hanks nel ruolo di Sullenberger e da Aaron Eckhart nel ruolo di Skiles. È stato distribuito dalla Warner Bros. il 9 settembre 2016.
Il volo US Airways 1549 è stato analizzato nella puntata Atterraggio sull'Hudson della decima stagione del documentario Indagini ad alta quota trasmesso dal National Geographic Channel. L'evento è stato inoltre inserito nell'episodio "Hero Pilot" che comprendeva l'aliante Gimli del 1983 e il volo TACA 110 del 1988.
È presente nella stagione 1, episodio 1, della serie televisiva Why Planes Crash e nel cortometraggio animato Hudson Geese del 2020 diretto da Bernardo Britto.